# Pons II (évêque de Nice)
Pour les articles homonymes, voir Pons II.
Pons, dit de Nice, est un évêque de Nice de la première moitié du XIe siècle, sous le nom de Pons II, issu de la lignée dite Vence-Nice.

## Biographie

### Origines
Pons est le fils de Miron, dit de Nice ou encore de Sisteron, et d'Odile, dite aussi de Nice et probablement issue de la famille de Vence,,. Les historiens font remarquer que cette lignée, bien que n'en ayant pas le titre, relève du pouvoir vicomtal.
Pons a pour frères, Bremond/Bermond et Miron II, vicomte de Sisteron (1042-1067), et probablement Guillaume, ainsi qu'une sœur, Gerberge, épouse de Bérenger, vicomte [d'Avignon]. Les trois frères sont mentionnés — filii mei Pontius et Bermundus et Mironi — avec leurs parents lors d'une donation à l'abbaye Saint-Pons de Nice (décembre 999, CSP, no 1),,. Cet acte est fait au castrum Lurs, un château situé dans le diocèse de Sisteron et qui relevait initialement des évêques de Sisteron,.
Par sa mère, mariée en secondes noces au seigneur Laugier, il est le demi-frère des seigneurs Raimbaud, dit de Orange-Nice et Rostain/Rostaing/Rostan, dit de Gréolières ou de Sisteron, probable vicomte de Nice, et de Pierre, évêque de Sisteron,,.

### Épiscopat
Il est mentionné comme évêque de Nice (Poncius episcopus/Pontius gratia Dei episcopus), aux environs de 1011, dans une donation,,. Il s'agit de la charte no 8 du Cartulaire de la cathédrale de Nice, datée du 30 novembre 1011, dans laquelle la famille fait une donation pour l'âme de Miron,. L'historienne Mariacristina Varano relève que l'obtention de la charge d'évêque permet de supposer que cette « lignée contrôlait encore en grande partie l’institution et sans doute les biens de la cathédrale niçoise ».
Les auteurs de Diocèses de Nice et Monaco (1984) relèvent que les donations (1010, 1018-1020, 1030) dans lesquelles il apparaît, parfois aux côtés de sa famille, « ont tous les caractères de restitutions de biens usurpés ». Il remet ainsi, en 1018, une terre et une vigne, situées à Fuoncauda (littéralement "fontaine chaude", un quartier de Nice encore connu aujourd'hui), aux clers et chanoines du Chapitre de Nice, pour son âme et celles de son père Miron, de sa mère Odile et de ses frères Miron et Guillaume. Plus tard, en 1030, il fait don à l'abbaye Saint-Pons, des lieux de Châteauneuf, de Bendejun et des Salles.